# Ellen Hollond
Ellen Julia Hollond, née Teed (Madras, 1822–Stanmore, Middlesex, 29 novembre 1884) était une femme de lettres, salonnière et philanthrope britannique.

## Biographie
Le nom de jeune fille de sa mère était Jordan et son père était Thomas Teed. Elle naquit en Inde, mais s'installa en Angleterre quand elle était petite. En 1840, elle maria l'aéronaute et politicien whig Robert Hollond.
Elle fit connaissance de plusieurs intellectuels à Paris comme Odilon Barrot, Montalembert, Charles de Rémusat, François Mignet, Henri Martin, Laboulaye, Joseph d'Haussonville, Pierre Lanfrey ou Lucien-Anatole Prévost-Paradol.
Elle fonda une crèche à Londres et une infirmerie à Paris avec un siège à Nice. 
En 1846, Ary Scheffer utilisa sa tête comme modèle pour son tableau Sainte Monique avec Saint Augustin et il fit un portrait d'elle en 1852 qui est à la National Gallery. 

## Œuvres
- (anon.) Channing, sa vie et ses œuvres, 1857.
- (anon.) La vie de village en Angleterre, 1862.
- A Lady's Journal of Her Travels in Egypt and Nubia (1858-9), 1864.
- Les Quakers, études sur les premiers Amis et leur société, 1870.